# 3OH!3 (album)
3OH!3 è il primo ed eponimo album in studio del gruppo musicale statunitense 3OH!3, pubblicato nel 2007 in maniera indipendente.

## Tracce
1. Holler Til You Pass Out – 3:34
2. Electroshock – 3:01
3. Chokechain – 3:26
4. Neatfreak 47 – 2:09
5. Dance with Me – 2:17
6. Don't Dance – 3:17
7. Say'dem Up – 3:07
8. Dragon Backpack – 2:09
9. Hott – 3:03
10. I'm Not Comin' to Your Party Girl – 2:44
11. Hornz – 3:25